# Авраменко, Римилий Фёдорович

Могила Авраменко Р. Ф. на Троекуровском кладбище

Римилий Фёдорович Авраменко (1932—1999) — российский учёный, конструктор вооружений, заместитель директора НИИРП. Доктор технических наук, профессор.
Родился 19 ноября 1932 года в Москве. В 1955 году окончил МЭИ, был распределён в лабораторию академика А. Л. Минца.
В 1957—1968 гг. работал в Радиотехническом институте, образованном из лаборатории Минца: начальник отдела, в 1964—1965 гг. первый главный конструктор РЛС «Дон» В 1965—1968 гг. руководил разработками РЛС «Днестр», «Днепр», «Дарьял». Ушёл из РТИ после ссоры с Минцем.
С 1968 года в НИИРП: начальник НИО, начальник Центра плазменных технологий, главный конструктор, заместитель генерального конструктора, заместитель директора. Участвовал в разработке комплекса «Разряд», испытаниях системы А-135.
Доктор технических наук, профессор. Докторская диссертация посвящена теоретическим и практическим проблемам радиотехники и радиофизики.
Опубликовал 54 научные статьи, оформил 37 авторских свидетельств и 3 патента на изобретения.
Автор и редактор книг:
- Будущее открывается квантовым ключом : Сб. ст. акад. Р. Ф. Авраменко. — М. : Химия, 2000. — 351 с. : ил., портр.; 21 см
- «Шаровая молния в лаборатории»: Сб. ст. под ред. акад. РАЕН Р. Ф. Авраменко // «Химия», М., 1994.

Умер 25 декабря 1999 года. Похоронен на Троекуровском кладбище, участок 4.
Участвовал в создании плазменного оружия (автор «плазмоида»).